# Lee Fierro
Elizabeth Lee Fierro (13 de fevereiro de 1929 — 5 de abril de 2020) foi uma atriz norte-americana mais conhecida por interpretar a Sra. Kintner na franquia do filme Tubarão.

## Biografia
Viveu por muitos anos em Martha's Vineyard, onde de 1974 a 2017 foi diretora artística do Island Theatre Workshop e orientou centenas de aspirantes a ator.
Em 2013, ela recebeu o prêmio "Mulher do ano" da Women Empowered to Make Healthy Choices por sua oficina de teatro local.
A famosa cena de Fierro em Tubarão (filme), na qual ela (como Sra. Kintner) deu um tapa no chefe de polícia, exigiu várias tomadas.  Fierro teria "contestado a profanação" do diálogo da cena como originalmente redigido, e o diretor, Steven Spielberg, queria um diálogo que concordasse com o "olhar de mulher comum" da Fierro, de modo que o diálogo da cena foi reescrito um dia antes de ser filmado.

## Morte
Morreu em 5 de abril de 2020, por complicações da COVID-19.